# Muriceopsis
Muriceopsis is een geslacht van neteldieren uit de klasse van de Anthozoa (bloemdieren).

## Soorten
- Muriceopsis bayeriana Sánchez, 2007
- Muriceopsis flavida (Lamarck, 1815)
- Muriceopsis metaclados Castro, Medeiros & Loiola, 2010
- Muriceopsis petila Bayer, 1961
- Muriceopsis sulphurea (Donovan, 1825)